# Philip Morris USA
Philip Morris USA ist die Tabak-Tochter der Altria Group. Sie vertreibt unter anderem die Marke Marlboro in den USA.

## Geschichte
2003 änderte die Philip Morris Companies Inc. den Namen in Altria Group, Inc. Der Namenswechsel wurde als Beendigung der Assoziierung mit Tabakprodukten interpretiert. 2003 verlegte Philip Morris USA den Sitz von New York City nach Richmond (Virginia).
Während Philip Morris International im Jahr 2008 von Altria abgespalten wurde, blieb Philip Morris USA weiterhin eine Tochter von Altria. Da nun Exportmärkte fehlten, verringerte Philip Morris USA die Produktion. Das Unternehmen plante die Schließung seines Standorts in Concord bis 2010 und die Verlagerung ins Hauptwerk Richmond.

## Marken
Marken von Philip Morris USA sind Basic, Benson & Hedges, Cambridge, Chesterfield, Commander, Dave’s, English Ovals, Lark, L&M, Marlboro, Merit, Parliament, Players, Saratoga und Virginia Slims.